# Studio (musikalbum)
Studio, musikalbum av Tages (gruppens sista) släppt i november 1967 på skivmärket Parlophone. Studio anses idag vara ett av de bästa (av många det allra bästa!) svenska popalbumen från 1960-talet. Albumet gjorde dock ingen större succé då det begav sig. Skivan rankades av Sonic Magazine i juni 2013 som det 35:e bästa svenska albumet någonsin.
"She's Having a Baby Now" valdes som singel men en låt som handlade om en ofrivillig graviditet var kanske lite för kontroversiellt och svårtillgängligt för poppubliken. Det är bara att jämföra gruppens första singel "Sleep Little Girl" med denna LP så får man en bild av hur långt gruppen utvecklat sin musik. 
För de flesta kompositionerna står Göran Lagerberg, Tommy Blom och Anders "Henkan" Henriksson, som även producerat och spelar keyboard. Skivan präglas också av svensk folkmusik, bland annat medverkar spelmännen Påhl Olle, Nils Agenmark och Pekkos Gustaf. 

## Låtar på albumet[5]
1. "Have You Seen Your Brother Lately" (Lagerberg-Henriksson)
2. "It's My Life" (Lagerberg-Henriksson)
3. "Like a Woman" (Lagerberg-Larsson-Henriksson)
4. "People Without Faces" (Blom)
5. "I Left My Shoes at Home" (Blom-Larsson)
6. "She is a Man" (F Zome-F Akon)
7. "Seeing With Love" (Blom-Lagerberg-Larsson-Töpel-Svensson)
8. "Created By You" (Claes Dieden)
9. "What's the Time" (Blom-Larsson)
10. "It's in a Dream" (Lagerberg-Henriksson)
11. "She's Having a Baby Now" (Blom-Lagerberg-Töpel-Larsson-Svensson)
12. "The Old Man Wafver" (Blom-Lagerberg-Henriksson)

### Fotnoter
1. ↑  Sonic #69, sommaren 2013
2. ↑  Boken om Tages från Avenyn till Abbey Road. ISBN 978-91-89136-88-5
3. ↑  ”Tages - Studio” (på engelska). Discogs. https://www.discogs.com/Tages-Studio/release/10370850. Läst 8 april 2020.
4. ↑  ”60-talspop med knätofs Tages fann sina musikaliska rötter i Dalarna”. dt.se. 28 februari 2013. https://www.dt.se/artikel/60-talspop-med-knatofs-tages-fann-sina-musikaliska-rotter-i-dalarna. Läst 8 april 2020.
5. ↑  https://www.svenskpophistoria.se/tages/popup41_window.html